# شاندان ميترا
شاندان ميترا (بالإنجليزية: Chandan Mitra)‏ هو صحفي ومؤلف وسياسي هندي، ولد في 12 ديسمبر 1955. حزبياً، نشط في بهاراتيا جاناتا. وقد انتخب عضو راجيا سابها ‏.